# Falla de Lanalhue

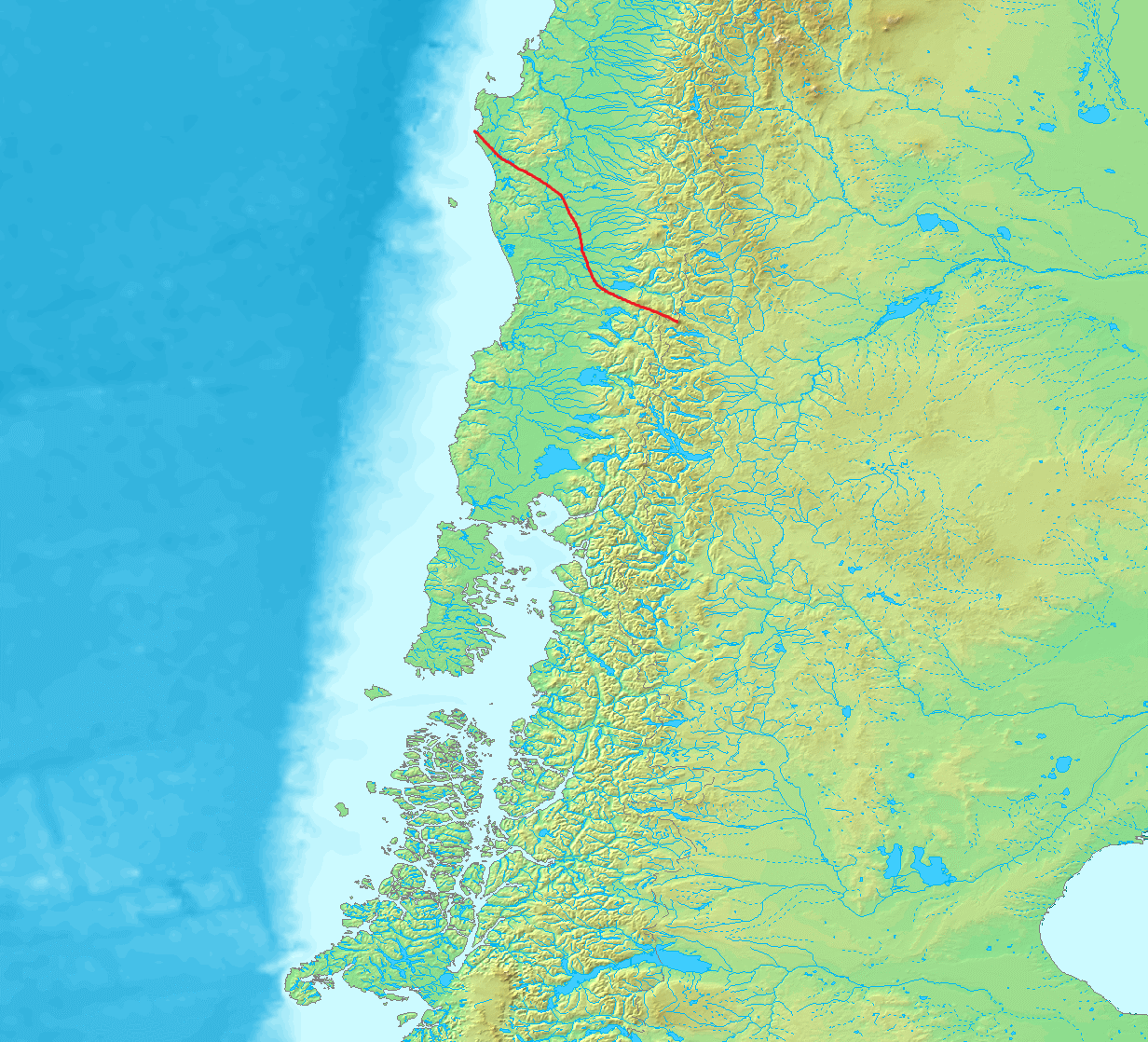
Con la franja roja se demuestra la extensión de la falla según se creía anteriormente. Ahora se sabe que esta falla termina apenas cruza el lago Villarrica.

La falla de Lanalhue es un sistema de fallas geológicas que corre de noroeste a sureste. Este sistema de fallas contiene una falla principal y varias secundarias del tipo "splay". Comienza cerca del mar, sigue por la planicie litoral hasta dividirse cerca del lago Lanalhue. Luego, la falla pasa por el cerro Lanalhue mientras que la falla secundaria pasa por el lago Lanalhue, de donde fue nombrado este sistema de fallas. La falla continúa por la cordillera de Nahuelbuta de las regiones del Bío-Bío y de la Araucanía. Continúa por los cerros Ñielol-Humpil y Conun Huenu. Después continúa por la depresión intermedia hasta terminar cerca de Villarrica (una de las ciudades turísticas más importantes del sur de Chile). Además, esta falla poco conocida atraviesa grandes urbes como Temuco, la quinta ciudad más grande de Chile.  Esta falla delimita por el norte casi toda la placa de Chiloé.

## Terremoto de Valdivia de 1960
Para mayor información, véase Terremoto de Valdivia de 1960
Esta poco conocida falla es una de las causantes de los sismos más grandes de Chile, incluso de la historia de la humanidad, como fue el 21 de mayo de 1960.